# 3-(N-Butyloacetamido)propionian etylu
3-(N-Butyloacetamido)propionian etylu – organiczny związek chemiczny, ester etylowy kwasu 3-(N-acetylo-N-butylo)aminopropionowego zawierający w swojej strukturze fragment β-alaniny, stosowany jako repelent owadów, głównie komarów, kleszczy i much.
W temperaturze pokojowej jest to bezbarwna i bezwonna ciecz niewykazująca właściwości wybuchowych lub utleniających, niebędąca również substancją łatwopalną. W ciągu kilkudziesięciu lat stosowania jej jako repelenta, nie zaobserwowano poważnych skutków dla zdrowia ludzkiego. Może jednak powodować miejscowe podrażnienia oczu.